# Knut Vollebæk
Knut Vollebæk (ur. 11 lutego 1946 w Oslo) – norweski filolog, politolog, dyplomata, polityk, działacz Chrześcijańskiej Partii Ludowej, minister spraw zagranicznych w latach 1997–2000, od 2007 do 2013 wysoki komisarz OBWE ds. mniejszości narodowych.

## Życiorys
W 1969 ukończył studia w zakresie języka i kultury hiszpańskiej na Universidacie Complutense w Madrycie. Odbył również studia romanistyczne w Institut Catholique de Paris (1965–1966) i politologiczne na Uniwersytecie w Oslo (1966–1967). W 1972 uzyskał magisterium z ekonomii w Norweskiej Szkole Ekonomii w Bergen, a w 1973 ukończył podyplomowe studia politologiczne na Uniwersytecie Kalifornijskim w Santa Barbara.
W latach 1964–1965 był zatrudniony jako nauczyciel w szkole w Gjøviku. W 1973 rozpoczął pracę w norweskiej służbie dyplomatycznej. Po odbyciu stażu w Ministerstwie Spraw Zagranicznych w 1975 objął stanowisko sekretarza Ambasady w Nowym Delhi. W latach 1978–1981 był sekretarzem ambasady w Madrycie, a od 1981 do 1984 doradcą w MSZ. Następnie przez dwa lata pracował w placówce w Zimbabwe na stanowisku radcy. Po powrocie do kraju objął kierownictwo wydziału MSZ ds. Narodów Zjednoczonych. Od października 1989 do listopada 1990 pełnił funkcję sekretarza stanu w MSZ.
W latach 1991–1993 był ambasadorem Norwegii w Kostaryce. W 1993 był wiceprzewodniczącym Międzynarodowej Konferencji ds. Byłej Jugosławii (ICFY). W tym samym roku objął stanowisko dyrektora generalnego w departamencie stosunków multilateralnych MSZ. Od 1994 do 1997 był zastępcą sekretarza generalnego MSZ, jednocześnie zasiadał w radach gubernatorów Międzyamerykańskiego, Afrykańskiego oraz Azjatyckiego Banku Rozwoju.
17 października 1997 otrzymał nominację na ministra spraw zagranicznych w centroprawicowym gabinecie Kjella Magne Bondevika. W 1999 sprawował funkcję przewodniczącego OBWE. Odszedł ze stanowiska ministra 17 marca 2000 po uchwaleniu wotum nieufności wobec rządu. Od 2001 do 2007 był ambasadorem Norwegii w Stanach Zjednoczonych.
W 2007 został powołany na stanowisko wysokiego komisarza OBWE do spraw mniejszości narodowych, które zajmował do 2013.

## Odznaczenia
- Krzyż Kawalerski Orderu Izabeli Katolickiej (Hiszpania, 1987)
- Krzyż Wielki Orderu Zasługi Wielkiego Księstwa Luksemburga (Luksemburg, 1990)
- Krzyż Wielki ze Srebrną Gwiazdą Orderu Juana Mory Fernándeza (Kostaryka, 1993)
- Krzyż Wielki Orderu Zasługi RFN (Niemcy, 1997)
- Krzyż Wielki Orderu Gwiazdy Białej (Estonia, 1998)
- Krzyż Komandorski z Gwiazdą Orderu Trzech Gwiazd (Łotwa, 1998)
- Krzyż Wielki Orderu Wielkiego Księcia Giedymina (Litwa, 1998)
- Krzyż Wielki Narodowego Orderu Zasługi (Francja, 2000)
- Krzyż Komandorski Orderu Świętego Olafa (Norwegia, 2001)